# 大久保凛
大久保　凛（おおくぼ　りん、1987年5月1日 - ）は、神奈川県出身の女優。ディスカバリー・エンターテインメント所属。身長158cm。スリーサイズは、87-60-87cm。血液型は、A型。日本の女優、モデルである。

## 人物
- 親戚に「人生いろいろ」などの作詞家・中山大三郎をもち、幼少時代から芸能界に興味を持ち始める。小学校では勉強・スポーツ、共にひときわ長け、目立っていた。
- 6年間、リレーの選手で男子よりも足が速く、チーターと呼ばれていたこともある。バトンクラブのクラブ長であった。
- 中学校では、横浜雙葉学園中学高等学校に受験入学した。テニスに励み、関東大会には団体戦で2度出場。ベスト16まで勝ち上がっていた。
- 高校では、芸能活動に専念する為、神奈川県立百合ヶ丘高校に入学。テニス部にスカウトされるも断り、芝居のレッスンに励んだ。体育祭では、騎馬戦の大将として目立っていた。
- 3人兄弟の次女である。姉と兄がいる。
- 趣味はテニス。今でも週に1回はテニスをしている。
- 好きな食べ物はチョコレート、グミ、アイスクリーム。
- 話が得意なことから、友人の結婚式の司会をやったり、イベントのMCの仕事も増えてきた。
- 笑うと目がなくなる人が好き。

## 出演作品

### テレビドラマ
- Around40 第一話
- 竹内まりやSPドラマ〜元気をだして〜
- スキャンダル 受付嬢 役
- チェイス 新妻 役

### バラエティ
- ラジかるッ(日本テレビ、2008年4月)最新水着ランキング
- パニックフェイス

### CM
- JTBるるぶトラベル(女子旅行編)

### スチール
- オリンパス デジタルカメラμtough
- 講談社 東京一週間
- リクルート じゃらん
- リクルート ホットペッパー
- リクルート アイケント

### その他
- 柔道グランドスラム東京2010 - 表彰式アシスタント
- ケーブルテレビショー2007
- シーテックジャパン2007
- エコプロダクツ2007・2009
- 国際物産展2009
- JGAS2009

### 舞台
- 劇団勇壮淑女「ボンゴレロッソ」(2010年4月)
- 劇団勇壮淑女「ゾビンとミルルのグルグルしたハナシ」(2011年3月)
- HIROZ7+「沖田総司の青春」ヒロイン(2011年11月)
- 劇団スーパー・エキセントリックシアター ブレーメンプロデュース「中島鉄砲火薬店」BOX IN BOX THEATER賞 受賞(2012年1月)
- わをん企画「Can I help you？」ヒロイン(2012年10月)
- 劇団K助プロデュース「島へおいでよ！」(2013年5月)
- 劇団スーパー・エキセントリックシアター ブレーメンプロデュース「ブレーメンの音楽隊」(2014年1月)
- わをん企画 異能怪談的公演「赤異本」主役(2014年3月)
- 草薙良一プロデュース なぎプロ「天切り松闇かだり〜衣紋坂から〜」(2014年11月)